# (27958) Giussano
(27958) Giussano est un astéroïde de la ceinture principale.

## Description
(27958) Giussano est un astéroïde de la ceinture principale. Il fut découvert le 9 septembre 1997 à Sormano par Valter Giuliani. Il présente une orbite caractérisée par un demi-grand axe de 2,43 UA, une excentricité de 0,21 et une inclinaison de 2,6° par rapport à l'écliptique.

## Compléments